# Пітер Сарнак
Пітер Сарнак (18 грудня 1953 , Йоганнесбург, Трансвааль ) (англ. Peter Clive Sarnak) — південноафриканський та американський математик, фахівець з аналізу та теорії чисел. 
Професор Принстонського університету та Інституту перспективних досліджень, редактор Annals of Mathematics. 

## Біографія
Закінчив Вітватерсрандський університет, у якому здобув два бакалаврські ступені (відповідно в 1974 і 1975 роках), останню з яких — з відзнакою, а в 2014 році він здобув тут почесний ступінь. 
Ступінь доктора філософії здобув у Стенфордському університеті в 1980 році під орудою Пола Коена. З того ж року асистент-професор, 1983 року асоційований професор Курантівського інституту математичних наук Нью-Йоркського університету, також його професор у 2001-2005 роках. 
В 1987-1991 роках професор Стенфордського університету. 
З 1991 професор Принстонського університету, в 1996-1999 роках завідувач його кафедри математики. 
Одночасно з 2007 року професор Інституту перспективних досліджень у Принстоні та його член у 1999—2002 та 2005—2007 роках. 
Підготував 36 аспірантів (Ph.D.) та багатьох постдоків.
Зробив внесок у математичну фізику та інформатику, а також комбінаторику.

## Нагороди та визнання
- 1983-1985: стипендія Слоуна[en]
- 1985-1990: президентська премія молодим дослідникам[en];
- 1990: запрошений доповідач на Міжнародному конгресі математиків (ICM), в Кіото[8];
- 1991: член Американської академії мистецтв та наук;
- 1998: премія Пойї (SIAM)[en], Товариства промислової та прикладної математики;
- 1998: пленарний доповідач на Міжнародному конгресі математиків (ICM), у Берліні;
- 2001: премія Островського, однойменного фонду;
- 2002: член Національної академії наук США[9];
- 2002: член Лондонського Королівського Товариства[9];
- 2003: премія Леві Л. Конант[en], Американське математичне товариство;
- 2004: Aisenstadt Chair канадського Centre de Recherches Mathématiques[en];
- 2005: премія Коула з теорії чисел, Американське математичне товариство;
- 2008: член Американського філософського товариства[10];
- 2010: почесний доктор Єврейського університету в Єрусалимі[11];
- 2012: премія Лестера Форда[en], Математична асоціація Америки[12];
- 2013: іноземний член Європейської академії;
- 2014: премія Вольфа з  математики[13] ;
- 2014: Phi Beta Kappa Принстона Teaching Award[14];
- 2014: почесний доктор Шаньдунського університету[en];
- 2015: почесний доктор Чиказького університету.[15];
- 2016: почесний доктор шотландського Сент-Ендрюського університету;
- 2017: почесний доктор Королівського коледжу Лондона;
- 2018: фелло Американського математичного товариства[16];
- 2019: медаль Сильвестра, Королівського товариства[17];

## Публікації
- Sarnak, P. (1982). Spectral Behavior of Quasi Periodic Potentials. Commun. Math. Phys. 84: 377—401. doi:10.1007/bf01208483.
- Some Applications of Modular Forms, 1990
- (joint editor) Extremal Riemann Surfaces, 1997
- (joint author) Random Matrices, Frobenius Eigenvalues and Monodromy, 1998
- Peter Sarnak (2000). Some problems in Number Theory, Analysis and Mathematical Physics. У V. I. Arnold, M. Atiyah, P. Lax, B. Mazur (ред.). Mathematics: frontiers and perspectives. American Mathematical Society. с. 261–269. ISBN 0821826972.
- (joint editor) Selected Works of Ilya Piatetski-Shapiro (Collected Works), 2000
- (joint author) Elementary Number Theory, Group Theory and Ramanujan Graphs, 2003
- (joint editor) Selected Papers Volume I-Peter Lax, 2005
- (joint editor) Automorphic Forms and Applications, 2007